# القلفعة (قارة)

تعديل مصدري - تعديل

القلفعة هي إحدى قرى عزلة قارة بمديرية قارة التابعة لمحافظة حجة، بلغ تعداد سكانها 465 نسمة حسب تعداد اليمن لعام 2004.